# کریستین ویچورک
کریستین ویـِچورِک (لهستانی: Krystian Wieczorek؛ زادهٔ ۵ اوت ۱۹۷۵) بازیگر اهل لهستان است.
از فیلم‌ها یا مجموعه‌های تلویزیونی که وی در آن‌ها نقش داشته‌است، می‌توان به کمیسر ماما، ع چون عشق، عشق اول، کارآگاهان جنایی، دوران افتخار، نشانه‌گذاری‌شده، خانه کشیش، در خوشی و سختی، یولیا، هتل ۵۲، هنرمندان و کمیسر آلکس اشاره نمود.